# Kaudale Duplikation
Eine Kaudale Duplikation ist eine sehr seltene angeborene Fehlbildung mit Doppelanlage von Organstrukturen des Beckenbodens und der unteren Wirbelsäule. Die Bezeichnung fasst verschiedene Anomalien zusammen, auch die unvollständige Trennung eineiiger Zwillinge oder Anomalien bei Siamesischen Zwillingen.
Als Gegenteil kann das Kaudale Regressionssyndrom angesehen werden.
Synonyme sind: Dipygus; Split notochord-Syndrom; Syndrom des 'Doppelsteiß'es
Die Bezeichnung wurde im Jahre 1993 durch die US-amerikanischen Kinderradiologen Rodrigo Dominguez, John Rott, Mauricio Castillo und Mitarbeiter geprägt.

## Verbreitung
Die Häufigkeit wird mit 1 zu 100.000 angegeben. Das weibliche Geschlecht ist etwa doppelt so häufig betroffen. Ein eventueller Vererbungsmodus ist nicht bekannt.

## Ursache
Der Erkrankung liegen zumindest teilweise Mutationen im AXIN1-Gen auf Chromosom 16 Genort p13.3 zugrunde. Vermutlich liegt eine Störung der Embryonalentwicklung (im Mesoderm) zwischen der 23. und 25. Schwangerschaftswoche zugrunde. Möglicherweise sind gestörte Genexpressionen bestimmter Hox-Gene (HOX10 und HOX11) beteiligt.

## Klinische Erscheinungen
Klinische Kriterien sind:
- Manifestation vorgeburtlich oder in der Neugeborenenzeit
- Gleichzeitig vorliegende Fehlbildung und Doppelung von Teilen des Gastrointestinaltraktes, des Urogenitaltraktes und des Neuralrohres
- Diastematomyelie, Spina bifida evtl. mt Myelomeningozele, Halbwirbel
- beim weiblichen Geschlecht Uterus septus, Uterus didelphys, Vaginalseptum, beim männlichen Geschlecht Diphallie
- sehr selten sind Doppelungen von Gliedmaßen

## Diagnose
Die Diagnose ergibt sich aus den klinischen Befunden. Meist ist eine Erfassung im 2. Trimenon der Schwangerschaft durch Pränataldiagnostik möglich. Selten wird die Diagnose erst im Erwachsenenalter gestellt.

## Therapie
Die Behandlung richtet sich an den jeweiligen Fehlbildungen.

## In der Veterinärmedizin
Eine kaudale Duplikation wurde auch beim Holsteinkalb beschrieben.